# Boxed Set (Led Zeppelin)
Boxed Set es un caja recopilatoria del grupo de hard rock inglés Led Zeppelin, lanzado el 7 de septiembre de 1990 por Atlantic Records.

## Detalles
Esta caja fue la primera recopilación oficial de Led Zeppelin.
Contiene las canciones más populares del grupo remasterizadas, y presentadas en seis discos de vinilo, cuatro CDs, o cuatro cassettes.
Incluye dos nuevas canciones mezcladas en stereo, «Travelling Riverside Blues», grabada el 24 de junio de 1969, y «White Summer», grabada el 27 de junio de 1969. 

## Lista de canciones

### Disco 1
1. Whole Lotta Love
2. Heartbreaker
3. Communication Breakdown
4. Babe I'm Gonna Leave You
5. What Is and What Should Never Be
6. Thank You
7. I Can't Quit You Babe
8. Dazed and Confused
9. Your Time Is Gonna Come
10. Ramble On
11. Traveling Riverside Blues (inédito)
12. Friends
13. Celebration Day
14. Hey Hey What Can I Do
15. White Summer / Black Mountain Side (inédito)

### Disco 2
1. Black Dog
2. Over the Hills and Far Away
3. Immigrant Song
4. The Battle of Evermore
5. Bron-Y-Aur Stomp
6. Tangerine
7. Going to California
8. Since I've Been Loving You
9. D'yer Mak'er
10. Gallows Pole
11. Custard Pie
12. Misty Mountain Hop
13. Rock and Roll
14. The Rain Song
15. Stairway to Heaven

### Disco 3
1. Kashmir
2. Trampled Under Foot
3. For Your Life
4. No Quarter
5. Dancing Days
6. When the Levee Breaks
7. Achilles' Last Stand
8. The Song Remains the Same
9. Ten Years Gone
10. In My Time of Dying

### Disco 4
1. In the Evening
2. Candy Store Rock
3. The Ocean
4. Ozone Baby
5. Houses of the Holy
6. Wearing and Tearing
7. Poor Tom
8. Nobody's Fault but Mine
9. Fool in the Rain
10. In the Light
11. The Wanton Song
12. Moby Dick / Bonzo's Montreux (inédito)
13. I'm Gonna Crawl
14. All My Love